# Xã Lent, Quận Chisago, Minnesota
Xã Lent (tiếng Anh: Lent Township) là một xã thuộc quận Chisago, tiểu bang Minnesota, Hoa Kỳ. Năm 2010, dân số của xã này là 3.091 người.